# Upplands runinskrifter 313
Upplands runinskrifter 313 är en vikingatida runsten av granit i Harg, Skånela socken och Sigtuna kommun. Runstenen är cirka 1,2 meter hög, cirka 0,7 meter bred och 0,3-0,4 meter tjock. Stenen är ristad dels på den östnordöstra sidan och dels på den sydöstra kortsidan. Runslingans höjd är 4-7 centimeter. U 313 hittades 1901 och undersöktes första gången av Erik Brate 1908.

## Inskriften
Translitterering av runraden:
§A kunar lit hkua · stain · eftiʀ iafa͡ur͡k͡ut͡fast · a͡s͡bt͡uiubu sina · auk hulmtis eftiʀ 
§B totur sina
Normalisering till runsvenska:
§A Gunnarr let haggva stæin æftiʀ Iufurfast, stiupu sina, ok Holmdis æftiʀ 
§B dottur sina.
Översättning till nusvenska:
Gunnar lät hugga stenen efter Juvurfast, sin styvdotter, och Holmdis efter sin dotter.
Ordet "stiupa" (styvdotter) är på runstenar endast belagt på denna sten och på U 312 som står knappt 300 meter söder om denna sten. U 312, U 313 och U 314 är alla resta till minne av Juvurfast och är sannolikt resta samtidigt och ristade av samme ristare.